# Şahdağ Quba
Şahdağ Quba – azerski klub piłkarski, mający siedzibę w mieście Quba, w północno-wschodniej części kraju. Obecnie gra w Region Liqası Şimal-Paytaxt.

## Historia
Chronologia nazw:
- 1928: Zespół m. Quba
- 1941: zespół rozwiązano
- 1961: Spartak Quba
- 197?: Şahdağ Quba
- 1991: Agrofirma Quba
- 1996: Şahdağ Quba
- 2000: klub rozwiązano
- 2004: Quba FK
- 2007: Spartak Quba
- 2011: klub rozwiązano
- 2017: Şahdağ Quba

Zespół piłkarski miasta Quba został założony w miejscowości Quba w 1928 roku. W 1928 zespół m.Quba uczestniczył w mistrzostwach Azerbejdżańskiej SRR z udziałem 8 drużyn. Zespół m.Quba rywalizował również o Puchar Azerbejdżańskiej SRR w 1936 roku. Zespół ten działał do ataku Niemiec na ZSRR i zaprzestał działalności dopiero po rozpoczęciu wojny. Po wojnie odbudowa futbolu w regionie zajęła dużo czasu.
Dopiero w 1961 klub został odrodzony jako Spartak Quba. Zespół rozpoczął rywalizację w mistrzostwach Azerbejdżańskiej SRR. W roku swojego powstania zdobył mistrzostwo, a w 1979 roku zdobył Puchar Azerbejdżańskiej SRR. W latach 70. XX wieku klub został przemianowany na Şahdağ Quba. W 1990 debiutował we Wtoroj nizszej lidze Mistrzostw ZSRR (D4), zajmując 12.miejsce w grupie 3. W następnym sezonie 1991 po zmianie nazwy na Agrofirma Quba zajął 13.pozycję w grupie 3.
Po uzyskaniu niepodległości przez Azerbejdżan w 1992 występował w lidze regionalnej. W sezonie 1996/97 z nazwą Şahdağ Quba debiutował w Birinci Dəstə (D2), a w 2000 zwyciężył i zdobył historyczny awans do Yüksək Liqa. 22 października 2000 zespół doznał największej porażki, przegrywając 1:10 z przyszłym mistrzem Şəmkir FK. Po 11 kolejce klub wycofał się z rozgrywek. Jego pozostałe mecze były zweryfikowane jako walkowery 0-3 na korzyść rywali. Następnie klub zawiesił działalność. W 2004 został reaktywowany jako Quba FK, ale z powodu problemów finansowych tylko szkolił młodzież w 3 grupach wiekowych. W sezonie 2007/08 przyjął nazwę Spartak Quba i startował w Birinci Divizionu. Po zajęciu ostatniej 8.lokaty spadł do rozgrywek regionalnych, a w 2011 został rozwiązany. W 2017 klub po raz kolejny został przywrócony do życia. Powrócił do historycznej nazwy Şahdağ Quba i w sezonie 2017/18 startował w lidze regionalnej o nazwie Region Liqası Şimal-Paytaxt.

## Barwy klubowe, strój
|  |  |

Klub ma barwy zielono-czarne. Zawodnicy domowe spotkania zazwyczaj grają w czarnych koszulkach z zielonymi rękawami, czarnych spodenkach oraz czarnych getrach.

## Sukcesy

### Trofea międzynarodowe
Nie uczestniczył w rozgrywkach europejskich (stan na 31-05-2019).

### Trofea krajowe
Azerbejdżan
| \| \| Zdobyte trofea w rozgrywkach Azerbejdżanu (stan na: 31-05-2019) \| |                                                                 |      |          |
| Rozgrywki                                                                | Osiągnięcie                                                     | Razy | Sezon(y) |
| Mistrzostwo                                                              | I miejsce                                                       | 0    |          |
| Mistrzostwo                                                              | II miejsce                                                      | 0    |          |
| Mistrzostwo                                                              | III miejsce                                                     | 0    |          |
| Mistrzostwo                                                              | 11.miejsce                                                      | 1    | 2000/01  |
| Puchar                                                                   | zdobywca                                                        | 0    |          |
| Puchar                                                                   | finalista                                                       | 0    |          |
| Puchar                                                                   | 1/8 finału                                                      | 1    | 2008/09  |
| II liga                                                                  | I miejsce                                                       | 1    | 1999/00  |
| II liga                                                                  | II miejsce                                                      | 0    |          |
| II liga                                                                  | III miejsce                                                     | 0    |          |
| Azerbejdżan                                                              | Zdobyte trofea w rozgrywkach Azerbejdżanu (stan na: 31-05-2019) |      |          |

ZSRR
| \| \| Zdobyte trofea w rozgrywkach Związku Radzieckiego (stan na: 31-12-1992) \| |                                                                         |      |          |
| Rozgrywki                                                                        | Osiągnięcie                                                             | Razy | Sezon(y) |
| Mistrzostwo                                                                      | I miejsce                                                               | 0    |          |
| Mistrzostwo                                                                      | II miejsce                                                              | 0    |          |
| Mistrzostwo                                                                      | III miejsce                                                             | 0    |          |
| Puchar                                                                           | zdobywca                                                                | 0    |          |
| Puchar                                                                           | finalista                                                               | 0    |          |
| II liga                                                                          | I miejsce                                                               | 0    |          |
| II liga                                                                          | II miejsce                                                              | 0    |          |
| II liga                                                                          | III miejsce                                                             | 0    |          |
|                                                                                  | Zdobyte trofea w rozgrywkach Związku Radzieckiego (stan na: 31-12-1992) |      |          |

- Wtoraja nizszaja liga (D4):
  - 12.miejsce (1x): 1990 (gr.3)

- Mistrzostwo Azerbejdżańskiej SRR:
  - mistrz (1x): 1961

- Puchar Azerbejdżańskiej SRR:
  - zdobywca (2x): 1959, 1979

## Poszczególne sezony

### Rozgrywki międzynarodowe

#### Europejskie puchary
Nie uczestniczył w rozgrywkach europejskich.

### Rozgrywki krajowe
ZSRR
| \| \| Bilans występów klubu w rozgrywkach piłkarskich Związku Radzieckiego (Stan na 31 grudnia 1992 r.) \| |                                                                                                   |        |       |   |   |   |    |    |     |           |        |        |      |
| Poziom | Rozgrywki                                                                                         | Sezony | Mecze | Z | R | P | B+ | B– | Pkt | Lata      | Awanse | Spadki | Naj. |
| I | Wysszaja liga                                                                                     | 0      |       |   |   |   |    |    |     |           |        |        |      |
| II | Pierwaja liga                                                                                     | 0      |       |   |   |   |    |    |     |           |        |        |      |
| III | Wtoraja liga                                                                                      | 0      |       |   |   |   |    |    |     |           |        |        |      |
| IV | Wtoraja nizszaja liga                                                                             | 2      |       |   |   |   |    |    |     | 1990–1991 | 0      | 0      | 12   |
| | Puchar ZSRR                                                                                       | 0      |       |   |   |   |    |    |     |           |        |        |      |
| | Bilans występów klubu w rozgrywkach piłkarskich Związku Radzieckiego (Stan na 31 grudnia 1992 r.) |        |       |   |   |   |    |    |     |           |        |        |      |

Azerbejdżan
| \| Azerbejdżan \| Bilans występów klubu w rozgrywkach piłkarskich Azerbejdżanu (Stan na 31 maja 2019 r.) \| \| |                                                                                        |        |       |   |   |   |    |    |     |                      |        |        |      |
| Poziom | Rozgrywki                                                                              | Sezony | Mecze | Z | R | P | B+ | B– | Pkt | Lata                 | Awanse | Spadki | Naj. |
| I | Yüksək Liqa                                                                            | 1      |       |   |   |   |    |    |     | 2000/01              | 0      | 1      | 11   |
| II | Birinci Dəstə/ Birinci Divizionu                                                       | 6      |       |   |   |   |    |    |     | 1996–2000, 2007–2009 | 1      | 1      | 1    |
| | Puchar Azerbejdżanu                                                                    | 3      |       |   |   |   |    |    |     | od 1998              | 0      | 0      | 1/8  |
| Azerbejdżan | Bilans występów klubu w rozgrywkach piłkarskich Azerbejdżanu (Stan na 31 maja 2019 r.) |        |       |   |   |   |    |    |     |                      |        |        |      |

## Struktura klubu

### Stadion
Klub piłkarski rozgrywał swoje mecze domowe na stadionie Olimpijskiego Kompleksu Sportowego w Qubie o pojemności 5100 widzów.

## Kibice i rywalizacja z innymi klubami

### Derby
- Şahdağ Qusar